# Júlia Ávita Mameia

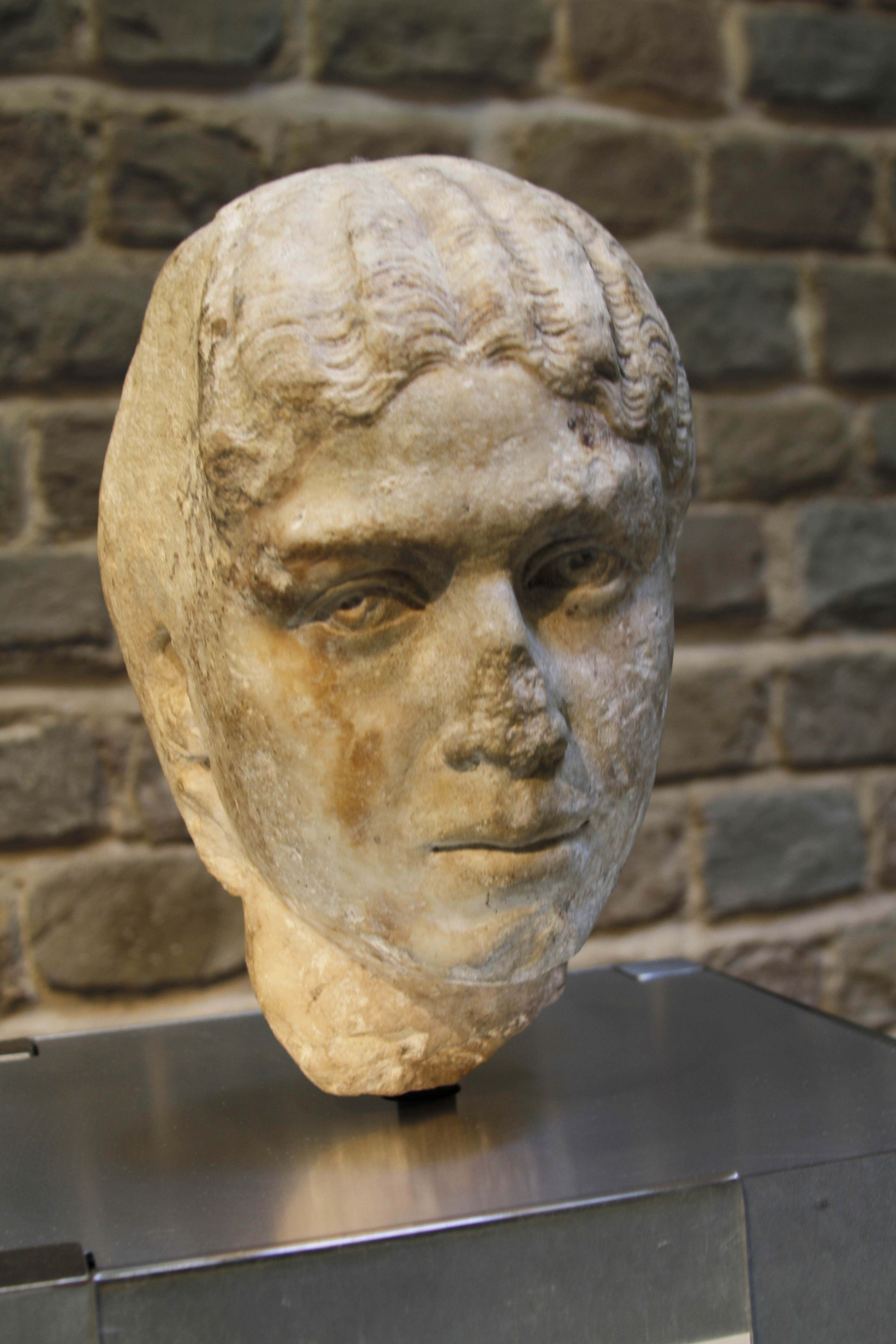
Busto de Júlia Mameia

Júlia Ávita Mameia (em latim: Iulia Avita Mamaea; 14 ou 29 de agosto de 180–235) foi uma regente romana. Era a mãe do Imperador Alexandre Severo e atuou como regente de Roma durante a sua menoridade, e de facto durante o seu reinado.

## Família
Julia Ávita Mameia foi a segunda filha de Júlia Mesa, uma poderosa mulher romana de origem Síria, e do nobre sírio Caio Júlio Ávito Alexiano. Ela era sobrinha da imperatriz Júlia Domna, do imperador Septímio Severo, e irmã de Júlia Soémia Bassiana. Ela nasceu e foi criada em Emesa (moderna Homs, na Síria).
O primeiro marido de Júlia era um ex-cônsul (cujo nome é desconhecido), que morreu. Julia casou-se com seu segundo marido, o promagistrado sírio Marco Júlio Géssio Marciano. Júlia teve duas crianças durante seu casamento com Marciano, uma filha, Teóclia, e um filho, Marco Júlio Géssio Bassiano Alexiano, que seria mais tarde conhecido como imperador Alexandre Severo. Talvez ela tenha tido um filho mais velho, chamado Marco Júlio Géssio Bassiano. Ao contrário da sua irmã, Julia foi descrita como virtuosa e, supostamente, nunca se envolveu em escândalos. Julia cuidou da educação de seu filho, Alexandre, a quem ela preparou adequadamente para se tornar o imperador de Roma. Alexandre considerava muito os conselhos de sua mãe e a obedecia sempre.

## Regência de Alexandre
Como um membro da família Imperial Romana, ela viu de perto a morte de seu primo Caracala e a subida ao poder do seu sobrinho Heliogábalo, o neto mais velho de Júlia Mesa e sua escolha para o trono. Eventualmente, Heliogábalo e sua mãe Julia Soémia mostraram-se incompetentes como governantes e a preferência caiu sobre Alexander, filho de Júlia. Ele tornou-se imperador em 222, na sequência do assassinato de Heliogábalo pela Guarda Pretoriana. Julia e sua mãe se tornaram regentes em nome de Alexandre, então com 14 anos de idade. Ele nunca conseguiu escapar de sua dominação, mas a princípio, Julia governou de forma muito eficaz. Ela inverteu todas as escandalosas políticas de Heliogábalo, escolheu 16 ilustres senadores, assessores e seguia os conselhos do famoso Advogado Ulpiano, que também era da Síria. Ulpiano foi feito o chefe da Guarda pretoriana. No entanto, ele foi incapaz de controlar os pretorianos e foi assassinado por eles em 228. Após a idade adulta, Alexandre, confirmou sua estima para sua mãe e deu a ela o título "consorte imperial" (consors imperii). Foi nesta condição que ela acompanhou seu filho em suas campanhas: um costume iniciado com Júlia Domna.
Enquanto isso, Julia foi se tornando loucamente ciumenta da esposa de seu filho, Bárbia Orbiana, com quem Alexandre se casou em 225. Ela a expulsou do palácio e mandou matar seu pai. Julia chamou Orígenes, de Alexandria, líder Cristão, para fornecer-lhe instrução na doutrina Cristã.

## A morte
Depois de uma expedição para repelir uma invasão persa em 232, mãe e filho foram enviados para o norte para lidar com um ataque dos germanos. Alexandre irritou a tal ponto as legiões do Reno por sua falta de coragem militar e sua inflexibilidade para pagar as tropas, que as legiões proclamaram Maximino Trácio como imperador, em 235. Com isso, as tropas que foram enviadas para matar Alexandre encontraram-no agarrando-se à sua mãe em uma barraca. Mãe e filho foram massacrados juntos, terminando assim a dinastia Severo.